# Lake St. Croix Beach
Lake St. Croix Beach è un comune degli Stati Uniti d'America, situato nello Stato del Minnesota, nella contea di Washington.